# Andrzej Chodyniecki
Andrzej Chodyniecki (ur. 6 grudnia 1922 w Leśmierzu, zm. 3 maja 1989) – ichtiolog polski, profesor i prorektor Akademii Rolniczej w Szczecinie, profesor Akademii Rolniczo-Technicznej w Olsztynie.
W 1952 ukończył studia zoologiczne na Uniwersytecie Jagiellońskim i podjął pracę w Zakładzie Chorób Ryb Instytutu Weterynarii we Wrocławiu, dochodząc do stanowiska kierownika. Jednocześnie uzupełniał studia na Wydziale Weterynaryjnym Wyższej Szkoły Rolniczej we Wrocławiu, które ukończył w 1958 z dyplomem lekarza weterynarii. W 1959 przeniósł się do Olsztyna, gdzie pracował w Zakładzie Chorób Ryb na Wydziale Rybackim Wyższej Szkoły Rolniczej (późniejszej Akademii Rolniczo-Technicznej, obecnie Uniwersytet Warmińsko-Mazurski); w 1963 uzyskał stopień doktora nauk przyrodniczych na podstawie rozprawy Rola Aeromonas punctata Zimmermann w etiologii posocznicy karpia, a w 1968 habilitował się na podstawie pracy Antubioza i symbioza wśród niektórych bakterii wodnych.
W 1969 znalazł się w Szczecinie, po przeniesieniu do tamtejszej Wyższej Szkoły Rolniczej części Wydziału Rybackiego uczelni olsztyńskiej. W latach 1969–1972 pełnił funkcję prodziekana Wydziału (kolejno pod nazwami Wydział Rybacki, Wydział Rybactwa Morskiego, wreszcie Wydział Rybactwa Morskiego i Technologii Żywności). W latach 1973–1975 był zastępcą dyrektora Instytutu Technologii Żywności Pochodzenia Morskiego, 1981–1982 prorektorem uczelni, już pod nazwą Akademia Rolnicza w Szczecinie. Należał do grona współtwórców Zakładu Higieny Przemysłu Rybnego (był również kierownikiem tego Zakładu). W latach 1984–1988 kierował Zakładem Ichtiopatologii i Toksykologii.
We wrześniu 1988 powrócił do pracy do Olsztyna, gdzie objął kierownictwo Katedry Podstawowych Nauk Rybackich i Zakładu Chorób Ryb i Toksykologii. Zmarł niespełna rok później.
Należał do wielu towarzystw naukowych, m.in. Polskiego Towarzystwa Nauk Weterynaryjnych i Polskiego Towarzystwa Higienicznego. Przewodniczył zespołowi roboczemu ds. toksykologii w Międzynarodowej Komisji Badania i Wykorzystywania Mórz i Oceanów. Ogłosił ponad 100 prac naukowych, w tym cztery skrypty i trzy podręczniki, wypromował sześciu doktorów i trzech doktorów habilitowanych.
Był pierwotnym autorem nowatorskiej publikacji naukowej pt. Ichtiopatologia, którą po jego śmierci dokończył Zbigniew Jara.